# WSRP
Web Services for Remote Portlets (WSRP) es un protocolo estándar aprobado por OASIS diseñado para la comunicación con portlets remotos.

## Introducción
La especificación WSRP define una interfaz servicio web para interactuar con servicios orientados a la presentación. Fue desarrollado inicialmente a través de los esfuerzos conjuntos de los comités técnicos de OASIS (WSIA) y Web Services for Remote Portlets (WSRP). Con la aprobación de WSRP v1 como estándar OASIS en septiembre de 2003, estos dos comités técnicos se unieron en el Comité Técnico de OASIS para Web Services for Remote Portlets (WSRP).
Los escenarios que motivaron la funcionalidad WSRP incluyen:
- hosts de contenido, como servidores de portales, proveyendo portlets como Web Services orientados a la presentación, que pueden ser usados por motores de agregación;
- agregadores de contenido, como servidores de portal, consumiendo web-services orientados a la presentación proporcionados por proveedores de contenidos en portal o no e integrándolos dentro de un portal

## Implementación
La especificación WSRP no interviene en la implementación. La especificación de portlets Java JSR 168, y WSRP no son tecnologías en competencia. JSR 168 puede ser usado para definir un portlet, y WSRP para definir operaciones de Portlet a contenedores remotos. De forma similar, los Webparts .NET pueden ser creados para el uso con WSRP. La interoperabilidad entre JSR 168 e implementaciones WSRP en .NET ha sido demostrada.
Hay varias implementaciones para ayudar a los desarrolladores. Apache WSRP4J es un subproyecto de Apache Incubator apadrinado por IBM con el objetivo de "kick starting the broad adoption" de WSRP.  WSRP4J fue diseñado para ayudar en el desarrollo e implantación de servicios WSRP v1. WSRP4J permanece en la incubadora Apache, debido sobre todo a problemas de patente alrededor de la especifiación WSRP, por lo que no produce releases formales.
El objetivo del proyecto OpenPortal WSRP es crear un productor y consumidor WSRP v1 de alta calidad. OpenPortal sacó una versión estable en abril de 2007.
El proyecto eXo Platform, proporciona una implementación de WSRP v1 y v2, productor y consumidor, usando eXo Portal y eXo Portlet Container.
La versión actual, WSRP v1, proporciona una plataforma de interoperabilidad limitada. Otras versiones de WSRP v1 fueron abandonadas a fin de que los esfuerzos podrían concentrarse en WSRP v2. WSRP v2 mejorará el estándar inicial con coordinación cross-portlet, y gestión de accesos. Esta importante actualización del estándar permitirá una mayor utilidad de la integración de múltiples fuentes de contenido, independientemente de si son locales o remotas, en una nueva aplicación web. Además, WSRP v2 podrá apoyar algunos subconjuntos de tecnologías Web 2.0, tales como AJAX y REST. WSRP v2 fue aprobado por OASIS el 1 de abril de 2008.